# Défense de la langue française
Défense de la langue française ist ein 1958 gegründeter Verein zur Wahrung der französischen Sprache. Sein Name wurde in Anlehnung an die Schrift La Deffence, et Illustration de la Langue Francoyse des Dichters Joachim du Bellay gewählt.

## Verein und Ziel
Das Ziel des Vereins, der Schutz der Muttersprache, ähnelt dem des Vereins Deutsche Sprache (VDS), der mit dem Verein partnerschaftlich zusammenarbeitet. Es sei im Interesse von Deutschland und Frankreich, zusammenzuarbeiten, um die postulierte „Hegemonie der englischen Sprache“ zu verhindern. 
Der Verein richtet sich gegen eine „Invasion englischer Wörter“ und für eine Stärkung der Bedeutung der französischen Sprache bei internationalen Einrichtungen.

## Kein offizielles Mandat
Der offizielle und staatlich institutionalisierte Auftrag der Wahrung und Pflege der französischen Sprache liegt jedoch nicht bei diesem Verein, sondern bei der Académie française. Im Unterschied zu nicht staatlich institutionalisierten Vereinen sind deren Festlegungen des korrekten französischen Sprachgebrauchs verbindlich.

## Ähnliche Vereine
- Impératif français